# Fran Kranz
Fran Kranz, född 13 juli 1981, är en amerikansk skådespelare. Han medverkar i TV-serien Welcome to the Captain men har även en roll i Joss Whedons serie Dollhouse.